# فهرست آثار ملی شهرستان استهبان
فهرست آثار ملی شهرستان استهبان بخشی از آثار ملی استان فارس در ایران است.
آثار ثبت‌شده شهرستان در این فهرست شامل ۹۴ اثر است.

## فهرست
| کد ثبتی | نام                                | شهر     | موقعیت جغرافیایی | طول و عرض جغرافیایی | سال ثبت    | قدمت                                  | نگاره |
| ------- | ---------------------------------- | ------- | --- | ------------------- | ---------- | ------------------------------------- | ----- |
| ۲۸۰     | مسجد ساده                          | استهبان | شهر ایج |                     | ۱۳۱۵/۱۲/۱۲ | قرن ۷ ق                               |       |
| ۹۵۷     | مسجد سنگی و چهارطاقی ایج           | استهبان | قریه ایج |                     | ۱۳۵۲/۱۰/۰۵ | ساسانی                                |       |
| ۱۴۴۱    | مسجد جامع استهبان                  | استهبان | مرکز شهر استهبان |                     | ۱۳۵۶/۰۳/۲۳ | صفویه (تعمیر دوره صفویه)              |       |
| ۴۵۴۱    | مجموعه تپه‌های مغولی                | استهبان | شهرستان استهبان، ۳ کیلومتری شرق روستای ایج                                                                                   |                     | ۱۳۸۰/۱۰/۱۱ | اسلامی                                |       |
| ۴۵۴۲    | مجموعه تپه‌های دو تلی درب امامزاده  | استهبان | شهرستان استهبان، ۳ کیلومتری شمال شرق روستای ایج                                                                              |                     | ۱۳۸۰/۱۰/۱۱ | اسلامی                                |       |
| ۵۶۷۴    | خانه مقدس                          | استهبان | شهرستان استهبان، محله اهل، جنب ساختمان مخابرات                                                                               |                     | ۱۳۸۰/۱۲/۲۵ | اواخر زندیه ـ قاجاریه                 |       |
| ۷۱۶۷    | تل قلعه رونیز                      | استهبان | شهرستان استهبان، بخش رونیز، ۴۰۰ متری شمال غربی بخش رونیز، شهرستان استهبان                                                    |                     | ۱۳۸۱/۱۱/۱۲ | اسلامی                                |       |
| ۷۲۲۰    | آسیاب تنوره‌بلند (ایج)              | استهبان | شهرستان استهبان، روستای ایج، منطقه بندره                                                                                     |                     | ۱۳۸۱/۱۱/۱۲ | اسلامی                                |       |
| ۱۴۲۳۴   | اشکفت ایج                          | استهبان | ایچ، ۳۰۰ م از ایج بطرف ششده قره بلاغ، سمت راست جاده به فاصله ۱۲۰ م جاده اصلی                                                 |                     | ۱۳۸۴/۱۱/۰۹ | قرن ۵ و ۶ ق                           |       |
| ۱۴۲۴۳   | اشکفت سیاه                         | استهبان | شهرستان استهبان، بخش مرکزی، دهستان ایج، روستای تنگ ایج                                                                       |                     | ۱۳۸۴/۱۱/۰۹ | ساسانیان                              |       |
| ۱۵۵۶۷   | آب‌انبارهای دوقلو                   | استهبان | شهر استهبان، کیلومتری ۱۴ جاده استهبان بطرف شیراز، سمت راست جاده                                                              |                     | ۱۳۸۵/۰۳/۱۷ | صفویه                                 |       |
| ۱۵۶۱۵   | تل ایج                             | استهبان | شهر ایج، کیلومتر ۳ جاده ایج به ششده، سمت چپ جاد ه                                                                            |                     | ۱۳۸۵/۰۳/۱۷ | قرن ۶ و ۷ هجری قمری                   |       |
| ۱۹۷۲۴   | آرامگاه شیخ علی نقی اصطهباناتی     | استهبان | شهر استهبان، خیابان فقیهی، سمت چپ                                                                                            |                     | ۱۳۸۶/۰۶/۲۸ | صفویه                                 |       |
| ۲۳۳۵۸   | تل خندق                            | استهبان | شهرستان استهبان، بخش رونیز، دهستان رونیز، روستای رونیز سفلی، جنب امامزاده ابراهیم                                            |                     | ۱۳۸۷/۰۶/۱۸ | تاریخی                                |       |
| ۲۳۳۵۹   | عمارت خان (صاحب دیوان)             | استهبان | شهرستان استهبان، بخش رونیز، دهستان رونیز، داخل تنگ مشرف بر روستای مرغک                                                       |                     | ۱۳۸۷/۰۶/۱۸ | قاجاریه                               |       |
| ۲۳۳۶۱   | تپه هفت دخترون                     | استهبان | شهرستان استهبان، بخش رونیز، دهستان رونیز، دو کیلومتری بعد از روستای رونیز سفلی، سمت چپ جاده                                  |                     | ۱۳۸۷/۰۶/۱۸ | قرون میانه اسلامی                     |       |
| ۲۳۳۶۲   | آسیاب هفت دخترون                   | استهبان | شهرستان استهبان، بخش رونیز، دهستان رونیز، دو کیلومتری شرق روستای رونیز سفلی، سمت چپ جاده                                     |                     | ۱۳۸۷/۰۶/۱۸ | قاجاریه                               |       |
| ۲۳۳۸۱   | تل سه برادرون                      | استهبان | شهرستان استهبان، بخش مرکز ی، یک ک. م شرق شهر ایچ                                                                             |                     | ۱۳۸۷/۰۶/۱۸ | قرون میانه اسلامی                     |       |
| ۲۳۳۸۳   | آسیاب براق                         | استهبان | شهرستان استهبان، بخش مرکزی، دهستان ایج، ۸۵۰ م شمال شرقی روستای درب امامزاده                                                  |                     | ۱۳۸۷/۰۶/۱۸ | قاجاریه                               |       |
| ۲۳۳۸۴   | گورستان دهویه                      | استهبان | شهرستان استهبان، بخش رونیز، دهستان رونیز، ۱۰۰ متر بعد از روستای دهویه، بطرف رونیز سفلی                                       |                     | ۱۳۸۷/۰۶/۱۸ | قرون متاخر اسلامی                     |       |
| ۲۳۳۸۵   | آسیاب انجیری                       | استهبان | شهرستان استهبان، بخش مرکزی، ۷۰۰ م شمال غرب شهر ایچ، میان باغات بادام منطقه ایج و انجیرک                                      |                     | ۱۳۸۷/۰۶/۱۸ | قاجاریه                               |       |
| ۲۳۳۸۶   | غار قلعه دختر                      | استهبان | شهرستان استهبان، بخش مرکزی، ۱/۸ کیلومتری شرق شهرایج، دامنه جنوبی کوه یال خری                                                 |                     | ۱۳۸۷/۰۶/۱۸ | فرا پارینه سنگی                       |       |
| ۲۳۳۸۸   | آرامگاه شیخ مغربی                  | استهبان | شهر استهبان، محله آب پخش، خیابان امام خمینی، داخل هنرستان دخترانه فنی حرفه‌ای استقلال                                         |                     | ۱۳۸۷/۰۶/۱۸ | پهلوی                                 |       |
| ۲۳۳۸۹   | بقایای قلعه قلات                   | استهبان | شهرستان استهبان، بخش رونیز، دهستان خیر، ۵۰۰ م جنوب غربی روستای سهل آباد                                                      |                     | ۱۳۸۷/۰۶/۱۸ | ساسانی                                |       |
| ۲۳۳۹۰   | غار کوه یتیم                       | استهبان | شهرستان استهبان، بخش مرکزی، ۲/۶ کیلومتری شرق شهر ایچ، ۷۰۰ م جنوب جاده داراب، ایچ، دامنه کوه یتیم                             |                     | ۱۳۸۷/۰۶/۱۸ | فرا پارینه سنگی                       |       |
| ۲۳۳۹۱   | غار کوه قلتان ۲                    | استهبان | شهرستان استهبان، بخش مرکزی، ۵۰۰ م شمال شرق شهر ایج، دامنه کوه قلاتون                                                         |                     | ۱۳۸۷/۰۶/۱۸ | فرا پارینه سنگی                       |       |
| ۲۳۳۹۲   | قبورتون سنگی درب امامزاده          | استهبان | شهرستان استهبان، بخش مرکزی، دهستان ایج، ۱/۵ کیلومتری جنوب روستای درب امامزاده، ۲۵۰ م درون دره مشهور به دره باریکوه           |                     | ۱۳۸۷/۰۶/۱۸ | ساسانی                                |       |
| ۲۳۳۹۳   | پناهگاه صخره‌ای کوه یتیم            | استهبان | شهرستان استهبان، بخش مرکزی، ۲/۴ کیلومتری شرق شهر ایج، ۵۰۰ م جنوب جاده داراب، ایچ، دامنه کوه یتیم                             |                     | ۱۳۸۷/۰۶/۱۸ | فرا پارینه سنگی                       |       |
| ۲۳۳۹۴   | تپه پیربنو دو                      | استهبان | شهرستان استهبان، بخش رونیز، دهستان خیر، کیلومتری ۳ جاده روستای سهل آباد به خانه کت، سمت راست جاده، حاشیه دریاچه بختگان       |                     | ۱۳۸۷/۰۶/۱۸ | قرون متاخر اسلامی                     |       |
| ۲۳۳۹۵   | کاروان‌سرای خانه کت                 | استهبان | شهرستان استهبان، بخش رونیز، دهستان خیر، ابتدای روستای خانه کت، سمت راست جاده                                                 |                     | ۱۳۸۷/۰۶/۱۸ | صفویه                                 |       |
| ۲۳۳۹۸   | آسیاب علی ناز پیری                 | استهبان | شهرستان استهبان، بخش مرکزی، ۴ کیلومتری شمالغربی شهر ایچ، درون دره‌ای به نام چشمه بن دره                                       |                     | ۱۳۸۷/۰۶/۱۸ | قرون میانه اسلامی                     |       |
| ۲۳۳۹۹   | آسیاب دارالامان ۲                  | استهبان | شهرستان استهبان، بخش مرکزی، ۳/۵ کیلومتری شمال غربی شهر ایج، دامنه غربی کوه بن دره، کنار آثار و بقایای قلعه دارالامان         |                     | ۱۳۸۷/۰۶/۱۸ | قاجاریه                               |       |
| ۲۳۴۰۰   | پناهگاه صخره‌ای درب امامزاده        | استهبان | شهرستان استهبان، بخش مرکزی، دهستان ایج، ۱/۵ کیلومتری جنوب روستای درب امامزاده، دهانه دره فرعی مشهور به دره باریکو            |                     | ۱۳۸۷/۰۶/۱۸ | اواخر پارینه سنگی و اوایل دوره نوسنگی |       |
| ۲۳۴۰۹   | آسیاب استهبان                      | استهبان | شهر استهبان، بلوار قائم، داخل باغات مشرف بر آبشار استهبان                                                                    |                     | ۱۳۸۷/۰۶/۱۸ | قاجاریه                               |       |
| ۲۳۴۱۲   | تل رسولی                           | استهبان | شهرستان استهبان، بخش رونیز، دهستان خیر، ۳۰۰ م شمال روستای خانه کت                                                            |                     | ۱۳۸۷/۰۶/۱۸ | قرون میانه اسلامی                     |       |
| ۲۳۴۱۳   | چهارطاقی ماه فرخان (آتشکده بهرام)  | استهبان | شهرستان استهبان، بخش رونیز، دهستان خیر، ۳۰۰ م بعد از روستای ماه فرخان، بطرف نی ریز، سمت چپ جاده، بین باغات سیب و زردآلو      |                     | ۱۳۸۷/۰۶/۱۸ | ساسانی                                |       |
| ۲۳۴۱۶   | چهار طاقی گنبد                     | استهبان | شهرستان استهبان، بخش رونیز، دهستان خیر، ۱۰ کیلومتری مانده به روستای خانه کت، سمت چپ جاده                                     |                     | ۱۳۸۷/۰۶/۱۸ | ساسانیان                              |       |
| ۲۳۴۱۹   | پناهگاه صخره‌ای تلمبه محمدعلی       | استهبان | شهرستان استهبان، بخش مرکزی، ۲/۶ کیلومتری شرق شهر ایج، دامنه جنوبی کوه یال خری                                                |                     | ۱۳۸۷/۰۶/۱۸ | فرا پارینه سنگی                       |       |
| ۲۳۴۲۲   | غار هفت ترو                        | استهبان | شهرستان استهبان، بخش مرکزی، ۱/۱ کیلومتری شرق شهر ایج، بر دامنه غذبی کوه یال خری                                              |                     | ۱۳۸۷/۰۶/۱۸ | فرا پارینه سنگی                       |       |
| ۲۳۴۳۰   | قبرستان سهل‌آباد                    | استهبان | شهرستان استهبان، بخش رونیز، دهستان خیر، انتهای روستای سهل آباد، سمت راست جاده                                                |                     | ۱۳۸۷/۰۶/۱۸ | قاجاریه                               |       |
| ۲۳۴۳۳   | گورستان دستجرد                     | استهبان | شهرستان استهبان، بخش رونیز، دهستان خیر، داخل روستای دستجرد                                                                   |                     | ۱۳۸۷/۰۶/۱۸ | قاجاریه                               |       |
| ۲۳۴۳۴   | تل تاج‌آباد                         | استهبان | شهرستان استهبان، بخش رونیز، دهستان رونیز، کیلومتری ۵ جاده رونیز به طرف کارخانه سیمان، سمت راست جاده                          |                     | ۱۳۸۷/۰۶/۱۸ | قرون میانه اسلامی                     |       |
| ۲۳۴۳۵   | آسیاب پیام                         | استهبان | شهرستان استهبان، بخش مرکزی، ۴ کیلومتری شمال غرب شهر ایج، شمال شرقی کوه بن دره                                                |                     | ۱۳۸۷/۰۶/۱۸ | قاجاریه                               |       |
| ۲۳۴۳۶   | پناهگاه صخره‌ای صفر                 | استهبان | شهرستان استهبان، بخش مرکزی، ۱/۲ کیلومتری شرق شهر ایج، بر دامنه کوه غربی کوه یال خری                                          |                     | ۱۳۸۷/۰۶/۱۸ | فرا پارینه سنگی                       |       |
| ۲۳۴۳۷   | آسیابهای مرغک                      | استهبان | شهرستان استهبان، بخش رونیز، دهستان رونیز، داخل تنگ مشرف بر روستای مرغک                                                       |                     | ۱۳۸۷/۰۶/۱۸ | قاجاریه                               |       |
| ۲۳۴۳۸   | پناهگاه صخره‌ای پیسیرجان            | استهبان | شهرستان استهبان، بخش مرکزی، ۷۰۰ م شمال شرق شهر ایج، دامنه کوه قلاتون                                                         |                     | ۱۳۸۷/۰۶/۱۸ | اواخر پارینه سنگی و اوایل نوسنگی      |       |
| ۲۳۴۳۹   | تل پیرسوک                          | استهبان | شهرستان استهبان، بخش رونیز، شهر رونیز، کیلومتری ۳ جاده رونیز به طرف تاج آباد، سمت راست جاده                                  |                     | ۱۳۸۷/۰۶/۱۸ | تاریخی                                |       |
| ۲۳۴۴۰   | پناهگاه صخره‌ای پوز آبچک            | استهبان | شهرستان استهبان، بخش مرکزی، دو کیلومتری شهر ایج، دامنه کوه یال خری، پوزه آبچک                                                |                     | ۱۳۸۷/۰۶/۱۸ | فرا پارینه سنگی                       |       |
| ۲۳۴۴۱   | تپه حمام کشه محله                  | استهبان | شهرستان استهبان، بخش مرکزی، ۱/۸ کیلومتری شهر ایج                                                                             |                     | ۱۳۸۷/۰۶/۱۸ | قرون میانه اسلامی                     |       |
| ۲۳۴۴۲   | تپه‌های کشه محله                    | استهبان | شهرستان استهبان، بخش مرکزی، ۱/۲ کیلومتری شرق شهر ا یج                                                                        |                     | ۱۳۸۷/۰۶/۱۸ | قرون میانه اسلامی                     |       |
| ۲۳۴۴۳   | آسیاب قدمگاه                       | استهبان | شهرستان استهبان، بخش رونیز، دهستان رونیز، شمال روستای رونیز سفلی                                                             |                     | ۱۳۸۷/۰۶/۱۸ | قاجاریه                               |       |
| ۲۳۴۴۴   | پناهگاه صخره‌ای تلمبه ابراهیم جریده | استهبان | شهرستان استهبان، بخش مرکزی، ۲/۵ کیلومتری شرق شهر ایج، دامنه غربی کوه یال خری                                                 |                     | ۱۳۸۷/۰۶/۱۸ | فرا پارینه سنگی                       |       |
| ۲۳۴۴۶   | غار کوه قلاتون ۱                   | استهبان | شهرستان استهبان، بخش مرکزی، ۳۰۰ م شرق شهر ایچ، دامنه کوه قلاتون                                                              |                     | ۱۳۸۷/۰۶/۱۸ | اواخر پارینه سنگی و اوایل نوسنگی      |       |
| ۲۳۴۵۲   | چشمه و آسیاب آبگرم                 | استهبان | شهرستان استهبان، بخش رونیز، دهستان خیر، کیلومتری ۲۰ جاده سهل آباد به خانه کت، سمت راست جاده                                  |                     | ۱۳۸۷/۰۶/۱۸ | قرون متاخر اسلامی                     |       |
| ۲۳۴۵۴   | غار صفر                            | استهبان | شهرستان استهبان، بخش مرکزی، ۱/۲ کیلومتری شرق شهر ایج، دامنه غربی کوه یال خری                                                 |                     | ۱۳۸۷/۰۶/۱۸ | فرا پارینه سنگی                       |       |
| ۲۳۴۵۵   | محوطه قلات                         | استهبان | شهرستان استهبان، بخش رونیز، دهستان خیر، ۵۰۰ م جنوب غربی روستای سهل آباد                                                      |                     | ۱۳۸۷/۰۶/۱۸ | ساسانی تا قرون میانه اسلامی           |       |
| ۲۳۴۵۶   | تپه پیربنو ۱                       | استهبان | شهرستتان استهبان، بخش رونیز، دهستان خیر، کیلومتری ۳ جاده روستای سهل آباد به خانه کت، سمت راست جاده، حاشیه دریاچه بختگان      |                     | ۱۳۸۷/۰۶/۱۸ | قرون متاخر اسلامی                     |       |
| ۲۳۴۵۷   | بقایای مقبره و آب‌انبار بی‌بی عزیزه  | استهبان | شهرستان استهبان، بخش مرکزی، دهستان ایج، دو کیلومتری جنوب روستای درب امامزاده، دامنه شرقی کوه نیدو                            |                     | ۱۳۸۷/۰۶/۱۸ | قرون متاخر اسلامی                     |       |
| ۲۳۴۵۹   | تل قلعه                            | استهبان | شهرستان استهبان، بخش رونیز، شهر رونیز، کیلومتری ۷ جاده رونیز به طرف کارخانه سیمان، سمت چپ جاده خاکی، جنب تلمبه رضا خان صادقی |                     | ۱۳۸۷/۰۶/۱۸ | ساسانی                                |       |
| ۲۳۴۶۰   | آسیاب دارالامان ۱                  | استهبان | شهرستان استهبان، بخش مرکزی، ۳/۸ کیلومتری شمال غرب شهر ایج، دامنه غربی کوه بن دره، کنار آثار و بقایای قلعه دارالامان          |                     | ۱۳۸۷/۰۶/۱۸ | قاجاریه                               |       |
| ۲۳۴۶۶   | محوطه گنبد                         | استهبان | شهرستان استهبان، بخش رونیز، دهستان خیر، ۱۰ کیلومتری مانده به روستای خانه کت، سمت چپ جاده                                     |                     | ۱۳۸۷/۰۶/۱۸ | ساسانی                                |       |
| ۲۳۴۶۷   | گورستان خانه کت                    | استهبان | شهرستان استهبان، بخش رونیز، دهستان خیر، ابتدای روستای خانه کت، سمت راست جاده                                                 |                     | ۱۳۸۷/۰۶/۱۸ | قاجاریه                               |       |
| ۲۳۴۶۸   | قلعه کافرها                        | استهبان | شهرستان استهبان، بخش رونیز، دهستان رونیز، بر ارتفاعات روستای مرغک                                                            |                     | ۱۳۸۷/۰۶/۱۸ | قرون میانه اسلامی                     |       |
| ۲۳۴۶۹   | یخچال حاجی مریم                    | استهبان | شهر استهبان، روبروی دانشگاه آزاد، محله میری، در بین اراضی کشاورزی                                                            |                     | ۱۳۸۷/۰۶/۱۸ | قاجاریه                               |       |
| ۲۴۱۷۳   | برکه محمدآباد                      | استهبان | شهرستان استهبان، بخش رونیز، دهستان خیر، بعد از روستای محمدآباد، کنار دریاچه بختگان                                           |                     | ۱۳۸۷/۱۰/۱۵ | قاجاریه                               |       |
| ۲۴۱۷۶   | گورهای توده سنگی محیط زیست         | استهبان | شهرستان استهبان، بخش رونیز، دهستان خیر، روستای خانه کت، ۶ کیلومتری شمال غرب محیط زیست                                        |                     | ۱۳۸۷/۱۰/۱۵ | اشکانی ـ ساسانی                       |       |
| ۲۴۱۷۷   | آب‌انبار گود موشو                   | استهبان | شهر استهبان، ۳۰۰ م کمربندی استهبان به نی ریز، ۸۰۰ م شمال دانشگاه آزاد                                                        |                     | ۱۳۸۷/۱۰/۱۵ | قاجاریه                               |       |
| ۲۴۱۷۸   | برکه چاه کهنه                      | استهبان | شهر استهبان، جاده استهبان به ایج، ابتدای گردنه سبز، دست چپ جاده                                                              |                     | ۱۳۸۷/۱۰/۱۵ | قرون میانه اسلامی                     |       |
| ۲۴۱۷۹   | قلعه دختر استهبان                  | استهبان | شهر استهبان، شمال دوراهی استهبان به ایج، کیلومتری ۱۰ جاده استهبان به نیریز، سمت راست جاده، کوه قلعه دختر                     |                     | ۱۳۸۷/۱۰/۱۵ | قرون میانه اسلامی                     |       |
| ۲۴۱۸۰   | برکه صفی                           | استهبان | شهرستان استهبان، شهر استهبان، کیلومتری ۵ جاده استهبان به نیریز، سمت راست جاده                                                |                     | ۱۳۸۷/۱۰/۱۵ | صفویه                                 |       |
| ۲۴۱۹۱   | تل‌ریگی                             | استهبان | شهرستان استهبان، بخش رونیز، دهستان رونیز، یک کیلومتری جنوب شرق روستای رونیز سفلی                                             |                     | ۱۳۸۷/۱۰/۱۵ | هزاره ۵ و ۴ ق‌م                        |       |
| ۲۴۱۹۲   | آسیاب بدره                         | استهبان | شهرستان استهبان، بخش مرکزی، ابتدای شرقی شهر ایج، دامنه کوه بن دره، منطقه بدره                                                |                     | ۱۳۸۷/۱۰/۱۵ | قاجاریه                               |       |
| ۲۴۱۹۳   | آب‌انبار سرپوزه بادی                | استهبان | شهر استهبان، کیلومتری ۷ جاده استهبان به نیریز، سمت راست جاده                                                                 |                     | ۱۳۸۷/۱۰/۱۵ | قاجاریه                               |       |
| ۲۴۱۹۴   | آسیاب حسین ابراهیم مؤمنی           | استهبان | شهرستان استهبان، بخش مرکزی، شمال شهر ایج، داخل تنگه گل آقا، منطقه باغهای بنو، باغ حسین ابراهیم مؤمنی                         |                     | ۱۳۸۷/۱۰/۱۵ | قاجاریه                               |       |
| ۲۴۱۹۶   | چاه‌های سنگی کنجدی                  | استهبان | شهرستان استهبان، بخش رونیز، دهستان خیر، روستای ماهفرخان، روبروی کوه خواجه خضر، دامنه غربی کوه کنجدی، جنب ایستگاه مخابرات     |                     | ۱۳۸۷/۱۰/۱۵ | ساسانی                                |       |
| ۲۴۱۹۷   | برکه پوزه میل                      | استهبان | شهرستان استهبان، بخش رونیز، دهستان خیر، بعد از روستای محمدآباد، کنار دریاچه بختگان                                           |                     | ۱۳۸۷/۱۰/۱۵ | قرون متاخراسلامی                      |       |
| ۲۴۱۹۸   | تپه‌های نیدآب ۲                     | استهبان | شهرستان استهبان، بخش مرکزی، شهر ایج، منطقه قاش رضایی، جاده خاکی بید مش باقری، ۲۰۰ م جنوب شرق تپه‌های نیدآب ۱                  |                     | ۱۳۸۷/۱۰/۱۵ | قرون اولیه اسلامی                     |       |
| ۲۴۱۹۹   | آب‌انبار حاجی‌آبادی                  | استهبان | شهر استهبان، ابتدای جاده استهبان به شیراز، سمت راست جاده، جنب کشتارگاه                                                       |                     | ۱۳۸۷/۱۰/۱۵ | قاجاریه                               |       |
| ۲۴۲۰۰   | تپه‌های نیدآب ۱                     | استهبان | شهرستان استهبان، بخش مرکزی، شمال شرق شهر ایج، منطقه قاش رضایی، جاده خاکی بید مش باقری، ۴۰۰ م جنوب شرق تلمبه اصغر مرادی       |                     | ۱۳۸۷/۱۰/۱۵ | قرون اولیه و میانه اسلامی             |       |
| ۲۴۲۰۱   | معدن سنگ اشبه                      | استهبان | شهر استهبان، بخش مرکزی، دهستتان ایج، کیلومتری ۱۲ جاده خاکی منطقه اشبه، دامنه کوه آدم                                         |                     | ۱۳۸۷/۱۰/۱۵ | قرون میانه اسلامی                     |       |
| ۲۴۲۰۲   | چهاربرکه                           | استهبان | شهرستان استهبان، بخش مرکز ی، دهستان ایج، گردنه ایج، کیلومتری ۱۲ جاده خاکی منطقه اشبه، دامنه کوه آدم                          |                     | ۱۳۸۷/۱۰/۱۵ | قرون میانه اسلامی                     |       |
| ۲۴۲۰۳   | حوضچه‌های صخره‌ای چک چکو             | استهبان | شهر استهبان، دامنه جنوبی کوه تووش کزمون، مشرف به شهر                                                                         |                     | ۱۳۸۷/۱۰/۱۵ | قرون متاخر اسلامی                     |       |
| ۲۴۲۰۴   | آب‌انبار دوتایی                     | استهبان | شهر استهبان، ابتدای جاده استهبان به شیراز، سمت چپ جاده، کیلومتری یک جاده خاکی سنگ بری                                        |                     | ۱۳۸۷/۱۰/۱۵ | قاجاریه                               |       |
| ۲۴۲۱۹   | دو برکه                            | استهبان | شهرستان استهبان، بخش مرکزی، دهستان ایج، گردنه ایج، ک. م ۱۲ جاده خاکی منطقه اشبه، دامنه کوه آدم                               |                     | ۱۳۸۷/۱۰/۱۵ | قرون میانه اسلامی                     |       |
| ۲۴۴۷۶   | خانه معزی                          | استهبان | شهر استهبان، خیابان توحید، کوچه امام خمینی                                                                                   |                     | ۱۳۸۷/۱۰/۱۶ | زندیه                                 |       |
| ۲۴۷۲۴   | قبور توده سنگی کوهنارو             | استهبان | شهرستان استهبان، بخش رونیز، دهستان خیر، روستای ماهفرخان، کیلومتری دو جاده ماهفرخان به نی ریز، سمت راست جاده                  |                     | ۱۳۸۷/۱۱/۲۷ | اشکانی ـ ساسانی                       |       |
| ۲۴۷۲۵   | آسیاب گلشن                         | استهبان | شهرستان استهبان، بخش مرکزی، شمال شهر ایج، داخل تنگه گل آقا، منطقه باغهای بنو، باغ آقای‌هاشم نظری                              |                     | ۱۳۸۷/۱۱/۲۷ | قاجاریه                               |       |
| ۲۴۷۲۶   | آب‌انبار ننه لطیف                   | استهبان | شهر استهبان، ۱۶۰ م جنوب شرق اداره اهواشناسی، جنوب ترمینال استهبان                                                            |                     | ۱۳۸۷/۱۱/۲۷ | قاجاریه                               |       |
| ۲۴۷۲۷   | آسیاب محمد علیشاه                  | استهبان | شهرستان استهبان، بخش مرکزی، شمال شهر ایج، داخل تنگه گل آقا، منطقه باغهای بنو                                                 |                     | ۱۳۸۷/۱۱/۲۷ | قاجاریه                               |       |
| ۲۴۷۲۹   | آسیاب‌آبی مبارک‌آباد                 | استهبان | شهرستان استهبان، بخش رونیز، دهستان خیر، روستای مبارک‌آباد                                                                     |                     | ۱۳۸۷/۱۱/۲۷ | قاجاریه                               |       |
| ۲۴۷۳۰   | آسیاب میرزا اسماعیلی               | استهبان | شهرستان استهبان، بخش مرکزی، ابتدای شرقی شهر ایج، باغهای بالای شهر، غرب آسیاب تنوره بلند                                      |                     | ۱۳۸۷/۱۱/۲۷ | قاجاریه                               |       |
| ۲۶۵۷۴   | آسیاب سمیع‌پور                      | استهبان | شهرستان استهبان، بخش مرکزی، ۳۸۵۰ م شمال غربی شهر ایچ، دامنه کوه بن دره، ۱/۲ کیلومتری غرب آثار قدیمی مشهور به چهاربرکه        |                     | ۱۳۸۷/۱۲/۲۷ | قاجاریه                               |       |
| ۲۶۶۳۸   | مسجد محقق                          | استهبان | شهر استهبان، چهارراه آب پخش، خیابان سلمان، کوچه شاه، مسجد محقق                                                               |                     |            | قاجاریه                               |       |
| ۲۶۶۵۶   | حمام کزمان                         | استهبان | شهر استهبان، خیابان توحید، نرسیده به کوچه امام خمینی، سمت چپ                                                                 |                     |            | قاجاریه                               |       |